# Susan Dey

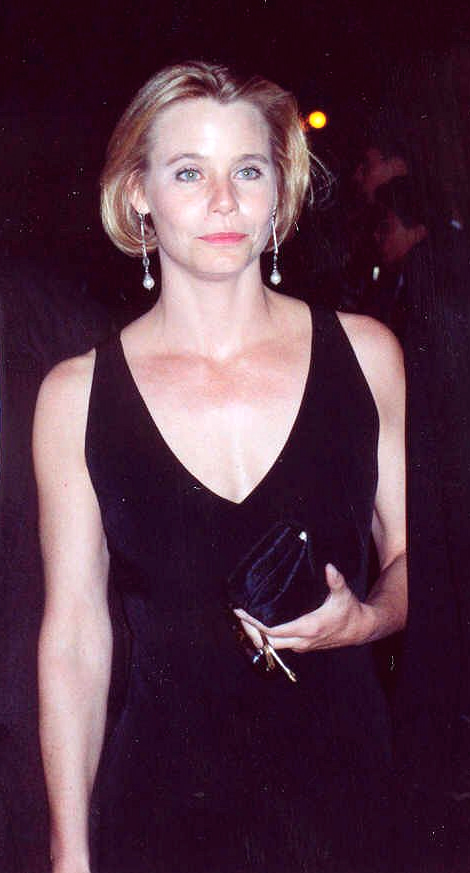
Susan Dey bei der Emmy-Verleihung 1990

Susan Hallock Dey (* 10. Dezember 1952 in Pekin, Illinois als Susan Hallock Smith) ist eine US-amerikanische Seriendarstellerin.

## Biografie
Dey wurde durch ihre Rollen in der Familienserie Die Partridge Familie und in der Anwaltsserie L.A. Law bekannt. In Deutschland erhielt sie aufgrund ihrer Popularität 1973, 1974, 1975 und 1976 den Goldenen Bravo Otto der Jugendzeitschrift BRAVO. Ursprünglich war Dey für die Besetzung der weiblichen Hauptrolle in Grease (1978) vorgesehen, lehnte diese aber auf Anraten ihres Managers ab.
Von 1976 bis 1981 war Dey mit dem Schauspielagenten Leonard Hirshan (1927–2014) verheiratet. Aus dieser Ehe hat sie eine Tochter (* 1978). Seit 1988 ist sie mit dem TV-Manager Bernard Sofronski (* 1940) verheiratet.
Susan Dey ist Vorstandsmitglied des Rape Treatment Centers im UCLA Medical Center in Santa Monica im US-Bundesstaat Kalifornien.

## Filmografie (Auswahl)
- 1970–1974: Die Partridge Familie (The Partridge Family) (Fernsehserie)
- 1972: Endstation Hölle (Skyjacked)
- 1973: Goober and the Ghost-Chasers (Fernsehserie)
- 1973: Circle of Fear (Fernsehserie)
- 1973: Terror on the Beach (Fernsehfilm)
- 1975: Cage Without a Key (Fernsehfilm)
- 1975: Hawaii Fünf-Null (Hawaii Five-O) (Fernsehserie)
- 1976: Die Straßen von San Francisco (Fernsehserie)
- 1976: Petrocelli (Fernsehserie)
- 1977: Fred Flintstone and Friends (Fernsehserie)
- 1977: First Love
- 1977: Barnaby Jones (Fernsehserie)
- 1978: Little Women (Fernsehfilm)
- 1980: So ein Team gibt’s nicht noch einmal (The Comeback Kid)
- 1981: Kein Mord von der Stange (Looker)
- 1982: The Gift of Life
- 1983: Malibu (Fernsehfilm)
- 1983: Sunset Limousine (Fernsehfilm)
- 1983–1984: Emerald Point N.A.S. (Fernsehserie)
- 1986: Echo Park
- 1986–1992: L.A. Law – Staranwälte, Tricks, Prozesse (L.A. Law) (Fernsehserie)
- 1987: The Trouble with Dick
- 1992–1993: Love & War (Fernsehserie)
- 1993: Lies and Lullabies (Fernsehfilm)
- 1994: Beyond Betrayal (Fernsehfilm)
- 1995: Schicksalhafte Begegnung (Deadly Love) (Fernsehfilm)
- 1995: Blue River (Fernsehfilm)
- 1997: Reise in die Zeitlosigkeit (Bridge of Time) (Fernsehfilm)
- 1999: Frauenpower (Family Law) (Fernsehserie)
- 2001: Rain
- 2002: L.A. Law – Der Film (L.A. Law: The Movie) (Fernsehfilm)
- 2002: Disappearance – Spurlos verschwunden (Disappearance) (Fernsehfilm)
- 2004: Third Watch – Einsatz am Limit (Third Watch) (Fernsehserie)